# Coal Chamber (альбом)
«Coal Chamber» (с англ. — «Угольный склад») — дебютный студийный альбом американской ню-метал группы Coal Chamber, выпущенный 11 февраля 1997 года на лейбле Roadrunner Records. С альбома было выпущено три сингла: «Loco», «Big Truck» и «Sway» (первые два сингла были выпущены в 1997 году, а третий в 1998 году). Песня «Loco» стала самой известной из репертуара группы. Позже, эти три композиции, а также ещё две («Oddity» и «Clock») с данного альбома будут включены в трек-лист сборника группы The Best of Coal Chamber.
Было продано 500 000 копий альбома в США, вследствие чего Американская ассоциация звукозаписывающих компаний присвоила альбому золотую сертификацию, став таким образом самым успешным релизом группы. В 1998 году альбом попал на 10 строчку американского хит-парада Top Heatseekers, а сингл «Loco» заняла 81 место в британском чарте UK Singles Chart.

## Переиздание
В 2005 году альбом был переиздан лейблом Roadrunner Records. В специальное издание альбома вошли 6 дополнительных композиций, видеоклип на песню «Loco», а также 2 концертных видео; данные концерты были сняты на таких площадках, как Whisky a Go Go (Лос-Анджелес, штат Калифорния) (это выступление вошло в список «100 лучших выступлений» журнала «Kerrang!») и Maritime Hall (Сан-Франциско, штат Калифорния).

## Критика
Звучание альбома было навеяно творчеством таких групп, как Korn и White Zombie. Обозреватель Стив Хьюи из AllMusic поставил альбому 3 звезды из 5. Он критиковал риффы Мигеля Раскона, называя их слабо запоминающимися. Он также упрекнул альбом в неоригинальности, упомянув песню «Sway» и звучащую в ней строку «The roof, the roof, the roof is on fire! We don’t need no water — Let the motherfucker burn! Burn, motherfucker, burn!», позаимствованную из песни «The Roof Is on Fire» хип-хоп-группы Rock Master Scott & the Dynamic Three.

## Список композиций
Слова и музыка всех песен — Coal Chamber.
| №   | Название | Длительность |
| --- | --- | ------------ |
| 1.  | «Loco» | 4:15         |
| 2.  | «Bradley» | 3:04         |
| 3.  | «Oddity» | 3:19         |
| 4.  | «Unspoiled» | 2:59         |
| 5.  | «Big Truck» | 3:31         |
| 6.  | «Sway» | 3:35         |
| 7.  | «First» | 4:12         |
| 8.  | «Maricon Puto» | 0:46         |
| 9.  | «I» | 3:49         |
| 10. | «Clock» | 2:59         |
| 11. | «My Frustration» | 3:59         |
| 12. | «Amir of the Desert» | 0:44         |
| 13. | «Dreamtime» | 3:43         |
| 14. | «Pig» (Песня "Pig" заканчивается на отметке 3:20. После 1 минуты и 41 секунд тишины (3:20 - 5:01), начинается безымянная композиция (скрытый трек).) | 8:27         |

- В сборнике The Complete Roadrunner Collection (1997-2003) композиции «Maricon Puto» и «I» сведены в одну песню.

### Специальное издание
| №   | Название                          | Длительность |
| --- | --------------------------------- | ------------ |
| 15. | «Headstones and the Walking Dead» | 3:27         |
| 16. | «Big Truck» (Hand-On-Wheel Mix)   | 3:32         |
| 17. | «Pig» (Демо)                      | 3:21         |
| 18. | «Sway» (Демо)                     | 3:30         |
| 19. | «Unspoiled» (Демо)                | 3:38         |
| 20. | «Loco» (Демо)                     | 3:38         |

## Участники записи
| Coal Chamber - Дез Фафара — вокал - Мигель Раксон — бэк-вокал, гитара - Райана Фосс-Роуз — бас-гитара - Майк Кокс — барабаны Дополнительные музыканты - Натан Кокс — бэк-вокал («Clock») - Эрик Леви — бэк-вокал («Sway»), дополнительные ударные («Maricon Puto») | Производственный персонал - Джей Баумгарден — продюсер, микширование - Мария Чавес — фотограф - CIEL — дизайн - Монте Коннер — продюсер (Специальное издание) - Джулио Констанцо — дизайн (Специальное издание) - Амир Дерак — аудиоинженер, микширование - Лори Эс — дополнительный дизайн (Специальное издание) - Кевин Эстранда — продюсер, фотограф (Специальное издание) - Джей Гордон — продюсер, микширование, бэк-вокал («Oddity» и «Maricon Puto») - Стивен Хэртонг — дополнительный продюсер (Специальное издание) - Тед Дженсен — ремастеринг - Лиза Льюис — микширование |

## Позиции в чартах

### Альбомы
| Год  | Страна         | Чарт            | Позиция |
| ---- | -------------- | --------------- | ------- |
| 1997 | Великобритания | UK Albums Chart | 76      |
| 1998 | США            | Top Heatseekers | 10      |

### Синглы
| Год  | Название | Чарт             | Позиция |
| ---- | -------- | ---------------- | ------- |
| 1998 | «Loco»   | UK Singles Chart | 81      |